# Tetrafluoreto de enxofre
Tetrafluoreto de Enxofre é um componente químico cuja fórmula é SF4. Essa substância é encontrada como um gás em condições naturais. É uma substância corrosiva e perigosa se exposta à água pois forma o ácido fluorídrico. Apesar disso é um reagente útil para a preparação de organofluorados, alguns desses usados em indústrias farmacêuticas.

Estrutura molecular.